# Superodontella gisini
Superodontella gisini is een springstaartensoort uit de familie van de Odontellidae. De wetenschappelijke naam van de soort is voor het eerst geldig gepubliceerd in 1961 door da Gama.